# ハーモニー・レコード

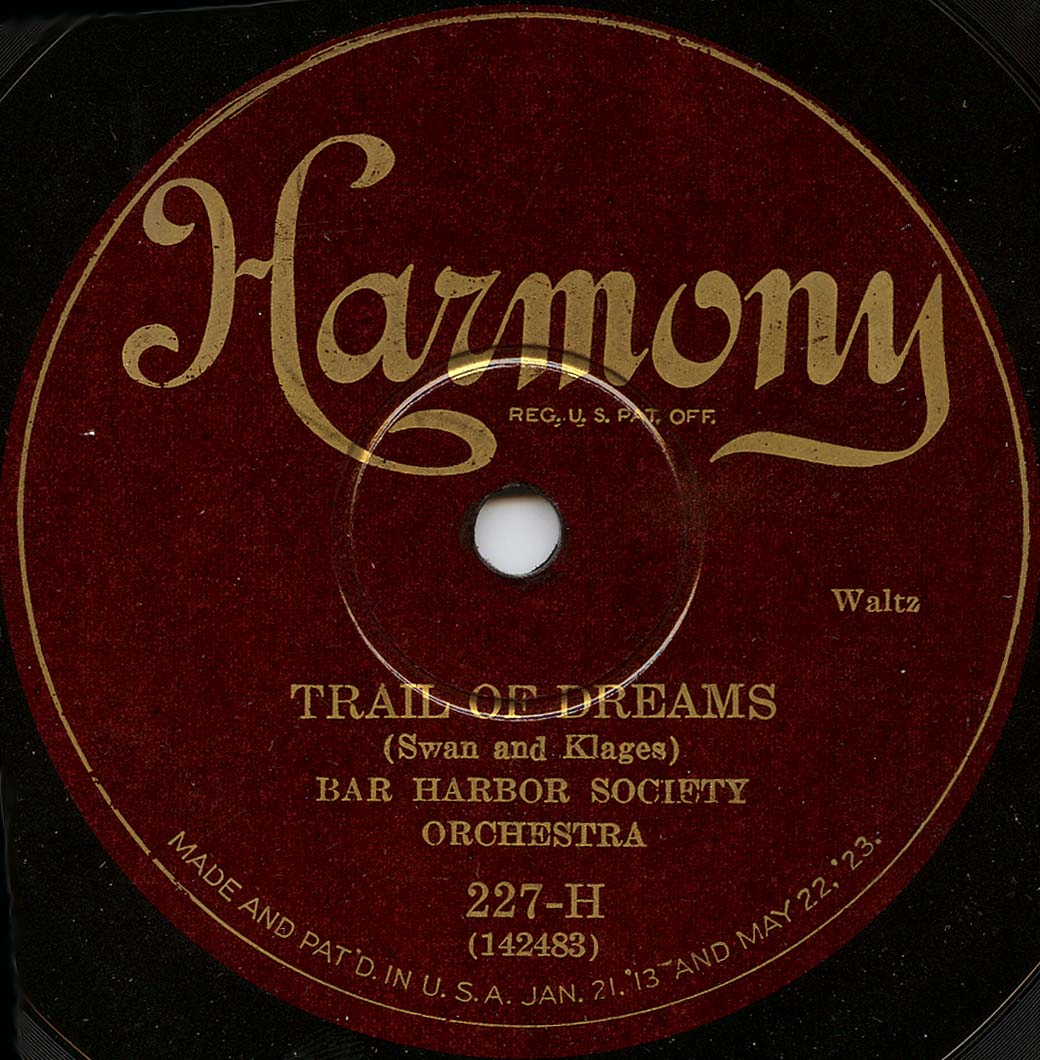
ハーモニー・レコードのレーベル。アイナー・アーロン・スワンの作った曲「Trail Of Dreams」。このレーベルは1932年まで基本的なデザインはこのままであったが、その間も背景の赤い色が後にはより鮮やかになった。

ハーモニー・レコード (Harmony Records) は、かつて存在したアメリカ合衆国のレコードレーベル。レコード業界大手のコロムビア・レコードが所有していたレーベルのひとつ。このレーベルは1925年に登場し、1920年代後半から1930年代にかけては、低価格の78回転盤のレーベルとして位置づけられていた。その後、1950年代には、1枚のレコードに再発楽曲を9曲から10曲集めたバジェットアルバム (budget albums) のレーベルとして復活した。このレーベルが最も活発だったのは、1960年代で、コロムビアはこのレーベルから新たな再発音源を出すことを、1970年代半ばまで続けていた。
最初期のハーモニー・レコードは、電気式吹き込みがレコード産業界に広がっていった時期に登場したにもかかわらず、1929年はじめに至るまでアコースティック録音（機械式吹き込み）を行なっていた。これについては、電気式吹き込みが普及する直前にコロムビアはアコースティック録音の改良を行っており、ハーモニー・レコードの音は通常のアコースティック録音よりも優れていたとする見解が出されている。電気式吹き込みが行なわれたハーモニーのレコードは、コロムビア・レコードに劣らない高品質であった。
1931年から1932年にかけて、コロムビアは短命に終わった企画シリーズをいくつか進め、ステレオ盤や長時間再生盤をそれぞれ数点作成した。
コロムビアの経営権を取得したグリグズビー＝グルナウ (Grigsby-Grunow) 社は、ハーモニーのほか、ベルベット・トーン・レコード (Velvet Tone Records)、クラリオン・レコード (Clarion Records)の廃止を決めた。この同じ時期に、ビクターが新たな廉価盤レーベルとしてブルーバード・レコードを立ち上げて大きな成功を収めたことを踏まえれば、この決定は、後から考えれば誤った選択であった。